# Kara śmierci w Brazylii
Kara śmierci w Brazylii – ostatni wyrok wykonano 28 kwietnia 1876 roku na czarnoskórym niewolniku Francisco. Ostatnia egzekucja na wolnym człowieku została wykonana na Antônio José das Virgens w Brejo de Areia w stanie Paraíba w 1861 roku. Od 1876 roku wszyscy skazani, zarówno wolni jak i niewolnicy, byli ułaskawiani przez cesarza Pedro II. Karę śmierci zniesiono za przestępstwa cywilne po proklamowaniu republiki w 1889 roku, utrzymano ją jednak za zbrodnie natury wojskowej popełnione w czasie wojny. Konstytucja z 1937 roku zabraniała stosowania kary śmierci w czasie pokoju, utrzymywała jednak możliwość jej wymierzania w czasie wojny. W 1942 roku pisarz Gerardo Mello Mourão został skazany za szpiegostwo na najwyższy wymiar kary, wyrok nie został jednak wykonany. W 1969 roku wojskowa junta przywróciła karę śmierci za zbrodnie polityczne. Niektórzy z członków opozycji zostali nawet skazani na karę śmierci, wyroki nie zostały jednak wykonane. Obecna konstytucja z 1988 roku zniosła karę śmierci za przestępstwa popełnione w czasie pokoju, utrzymała ją jednak za zbrodnie natury wojskowej popełnione w czasie wojny. Brazylia jest stroną Protokołu Amerykańskiej Konwencji Praw Człowieka o Zniesieniu Kary Śmierci.